# 七彩はづき
七彩 はづき（なないろ はづき、7月1日 - ）は、宝塚歌劇団花組に所属する娘役。
兵庫県宝塚市、市立山手台中学校出身。身長162cm。愛称は「もんちゃん」、「もんち」、「なな」。

## 来歴
2019年、宝塚音楽学校入学。
2021年、音楽学校卒業後、宝塚歌劇団に107期生として次席入団。宙組公演「シャーロック・ホームズ／Délicieux!」で初舞台。その後、花組に配属。
2023年の「うたかたの恋」で新人公演初ヒロイン。
2024年、柚香光・星風まどかトップコンビ退団公演となる「アルカンシェル」で、2度目の新人公演ヒロイン。続く「Liefie」（日本青年館・ドラマシティ公演）で東上公演初ヒロイン。

## 主な舞台

### 初舞台
- 2021年6 - 8月、宙組『シャーロック・ホームズ-The Game Is Afoot!-』『Délicieux（デリシュー）!-甘美なる巴里-』（宝塚大劇場のみ）

### 花組時代
- 2021年11 - 2022年2月、『元禄バロックロック』『The Fascination（ザ ファシネイション）!』
- 2022年6 - 7月、『巡礼の年〜リスト・フェレンツ、魂の彷徨〜』 - 新人公演：デルフィーヌ・ゲー（本役：星空美咲）『Fashionable Empire』（宝塚大劇場）
- 2022年8 - 9月、『巡礼の年〜リスト・フェレンツ、魂の彷徨〜』『Fashionable Empire』（東京宝塚劇場）
- 2022年10 - 11月、『フィレンツェに燃える』 - マリエッタ／アリダ／淑女『Fashionable Empire』（全国ツアー）
- 2023年1月、『うたかたの恋』 - オフィーリア『ENCHANTEMENT（アンシャントマン）-華麗なる香水（パルファン）-』（宝塚大劇場）[注釈 1]
- 2023年2 - 3月、『うたかたの恋』 - オフィーリア、新人公演：マリー・ヴェッツェラ（本役：星風まどか）『ENCHANTEMENT（アンシャントマン）-華麗なる香水（パルファン）-』（東京宝塚劇場） 新人公演初ヒロイン[2]
- 2023年5月、『舞姫』（バウホール） - 幼い豊太郎
- 2023年7 - 10月、『鴛鴦歌合戦（おしどりうたがっせん）』 - めぐろ、新人公演：藤尾（本役：美羽愛）『GRAND MIRAGE!』
- 2023年11 - 12月、『激情』 - ベニータ『GRAND MIRAGE!』（全国ツアー）
- 2024年2 - 3月、『アルカンシェル』（宝塚大劇場）[注釈 1]
- 2024年4 - 5月、『アルカンシェル』（東京宝塚劇場） - 新人公演：カトリーヌ・ルノー（本役：星風まどか） 新人公演ヒロイン[2]
- 2024年7 - 8月、『Liefie（リーフィー）-愛しい人-』（日本青年館・ドラマシティ） - ミラ 東上初ヒロイン[2][5]
- 2024年9 - 2025年1月、『エンジェリックライ』 - オドレル、新人公演：レベッカ（本役：凛乃しづか）『Jubilee（ジュビリー）』
- 2025年3 - 4月、『儚き星の照らす海の果てに』（バウホール） - エミリー・スペンサー
- 2025年6 - 9月、『悪魔城ドラキュラ』 - 魔物女、新人公演：リサ・ツェペシュ（本役：朝葉ことの）『愛, Love Revue!』
- 2025年11 - 12月、『Goethe!』（東京国際フォーラム・梅田芸術劇場）